# Tsugaru Nobuhira
Tsugaru Nobuhira est un nom japonais traditionnel ; le nom de famille (ou le nom d'école), Tsugaru, précède donc le prénom (ou le nom d'artiste).
Tsugaru Nobuhira (津軽 信枚, 9 mai 1586-14 février 1631) est le 2e daimyō du domaine de Hirosaki au nord de la province de Mutsu dans le Honshū (actuelle préfecture d'Aomori du Japon). Son titre de courtoisie est Etchū-no-kami.

## Biographie
Tsugaru Noruhira est le troisième fils de Tsugaru Tamenobu, chef du clan Tsugaru. En 1596, en compagnie de ses deux frères Nobutake et Nobukata, il se convertit et devient un kirishitan.
En 1600, à la bataille de Sekigahara, son père et lui se rangent du côté de l'armée de l'Est de Tokugawa Ieyasu tandis que son frère Nobutake combat dans les rangs de l'armée de l'Ouest d'Ishida Mitsunari. C'est le même stratagème que celui utilisé par le clan Sanada pour assurer la survie du clan, peu importe quel côté l'emporte. En récompense de ses services, Nobuhira reçoit un han d'une valeur de 2 000 koku dans la province de Kōzuke. À la mort de son père en 1607, il devient chef du clan Tsugaru, malgré les objections d'une faction qui soutient son neveu Tsugaru Kumachiyo (1600-1623), le jeune fils de Nobutake. C'est le premier de nombreux conflits internes (o-ie sōdō) au sein du clan Tsugaru durant l'époque d'Edo. De 1609 à 1611, Nobuhira s'empresse d'achever le château de Hirosaki et fait démolir d'autres châteaux dans ses domaines pour récupérer des matériaux afin d'accélérer la construction. Le château achevé, avec son énorme tenshu (donjon), est à une échelle beaucoup plus grande que la normale pour un daimyo de 47 000 koku de revenus. Pour assurer sa position vis-à-vis du shogunat Tokugawa, il épouse la nièce de Tokugawa Ieyasu (veuve de Fukushima Masayuki), Mate-hime (1589-1638). Il se trouve que Nobuhira est déjà marié à Tatsu-hime, la fille de Ishida Mitsunari ; aussi le statut de Tatsu-hime est-il rétrogradé à celui de concubine et elle est exilée dans une petite possession secondaire du clan située dans la province Kozuke.
En 1614, Nobuhira envoie ses forces en soutien aux Tokugawa lors de la campagne d'hiver d'Osaka, mais reçoit dans un premier temps l'ordre de rester en garnison dans Edo avant de devoir revenir dans son domaine d'origine pour se prémunir contre les troubles d'autres domaines du nord qui pourraient venir à l'appui des Toyotomi. En juin 1619, Ieyasu rétrograde Fukushima Masanori du domaine de Hiroshima au domaine de Hirosaki tandis qu'il est ordonné au clan Tsugaru de se transférer dans la province d'Echigo. Le clan Tsugaru proteste vivement contre cette décision et, grâce à l'aide de l'influent prêtre Nankōbō Tenkai, est en mesure d'obtenir que le clan Fukushima soit transféré au domaine de Nakajima dans la province de Shinano à la place.
En août 1628, Nobuhira renomme son château de « Takaoka » en « Hirosaki ». Il développe également le port d'Aomori sur la baie de Mutsu comme port principal pour l'expédition à Edo et pour le transit vers l'île septentrionale d'Ezo. Il prend également des mesures pour augmenter la production de riz dans sa province en créant de nouvelles rizières, des moyens d'irrigation et en faisant appel à des artisans et des artisans d'autres régions du Japon.
Nobuhira décède le 14 janvier 1631 dans la résidence du clan située à Edo. Sa tombe se trouve au temple Juyo-in dans l'arrondissement Taitō-ku de Tokyo. Son fils ainé, Tsugaru Nobuyoshi, qu'il a eu de sa première épouse Tatsu-hime, succède à Nobuhira qui a neuf fils et quatre filles. Son deuxième fils, Tsugaru Nobufusa, par sa seconde épouse Mate-hime, reçoit un fief de 5 000 koku à Kuroishi ; il est l'ancêtre du futur daimyō du domaine de Kuroishi.

## Source de la traduction
- (en) Cet article est partiellement ou en totalité issu de l’article de Wikipédia en anglais intitulé « Tsugaru Nobuhira » (voir la liste des auteurs).